# Eduard Riehm
Eduard Carl August Riehm (født 20. december 1830 i Diersburg, død 5. april 1888 i Giebichenstein) var en tysk protestantisk teolog.
Riehm var professor først i Heidelberg, senere, fra 1862, i Halle. Blandt hans værker må nævnes Die messianischen Weissagungen (1875) og Handwörterbuch des biblischen Altertums (1884), som han redigerede.